# Вырубов, Пётр Иванович
Пётр Иванович Вырубов (6 [17] июля 1729 — 13 [10] сентября 1801) — действительный тайный советник, сенатор, почётный опекун Императорского Воспитательного дома, действительный камергер.
28.05.1792 года внесён в VI часть Дворянской родословной книги Московской губернии.

## Происхождение
Выходец из древнего русского дворянского рода Вырубовых, родоначальником которого был боярин Иван Михайлович Вырубов, во времена царствования Ивана Грозного «жалованный вотчинами и поместьями» в Московском и Переяславском уездах. Иван и Леонтий Вырубовы, подьячие Разрядного приказа (упом.: 1535 г., Москва).

## Биография
Служивший капитан-поручиком лейб-гвардии Измайловского полка – Пётр Вырубов, принял непосредственное участие в государственном перевороте 1762 года, – был в числе того малого круга посвященных и влиятельных офицеров-измайловцев, поддержавших возведение на русский престол Екатерины II. Впоследствии за свою преданность участники переворота были щедро вознаграждены и продолжили службу на благо Отечества.
По вступлении на престол Екатерина II грамотой от 3 августа 1762 года пожаловала капитану-поручику Петру Ивановичу Вырубову деревню Березовку и к ней 800 душ крестьян в Пензенской провинции. Владел также 33 душами крестьян в сельце Егорьевке (Новосёлки) Коломенского уезда Московской губ., купленными в 1776 году у Шереметевых.    
Являясь приближённым императрицы Екатерины II – государственный деятель Пётр Иванович Вырубов, осуществил блистательную карьеру, став одним из первых почётных опекунов Императорского Воспитательного дома в Москве, – в те времена обязанности попечителей и опекунов возлагались лишь на людей, в чьей честности и порядочности были уверены в полной мере; в 1768 году получил "Золотой ключ Камергера", –  к концу жизни став действительным тайным советником и сенатором.
Скончался в Москве в 1801 году, был погребён в Новоспасском монастыре

## Семья
В семье Петра Иванович Вырубова родилось девять сыновей, все они служили в армии – одни в лейб-гвардии, другие в артиллерии, некоторые дослужились до генеральских чинов: Алексей, Павел, Иван (1766—1840; генерал-лейтенант, 1813), Сергей, Владимир, Всеволод, Андрей, Александр, Василий Петрович (10.04.1776 – 28.08.1840); двое дочерей: Анна, Софья.

## Память
- Портрет Петра Иванович Вырубова кисти Фёдора Рокотова из «опекунской серии» хранится с Государственной Третьяковской галерее[7].
- Могильная плита на месте его погребения в Новоспасском монастыре в Москве, свидетельствует: «Вырубов Петр Иванович, действительный тайный сов., действительный камергер и разных орденов кавалер, который посвятил всю жизнь свою быть полезным для Отечества, родился 14 июля 1729 г., продолжал служить 58 лет, был сенатором 27 лет, ум. 10 сентября 1801 г.».